# Вільховий Петро Якимович
Петро Якимович Вільховий (25 вересня 1900, село В'язівок, тепер Павлоградського району Дніпропетровської області — 14 жовтня 1975, місто Київ) — радянський діяч, уповноважений Ради в справах релігійних культів при РМ СРСР по Українській РСР, письменник.

## Біографія
Народився в селянській родині. Закінчив вчительську семінарію. У 1925 році закінчив курси журналістики при ЦК КП(б)У.
Член ВКП(б). 
Учителював. Член Спілки письменників СРСР з 1935 року.
З 1935 по 1940 рік працював у редакції газети «Колгоспне село» та в Держлітвидаві УРСР. Під час німецько-радянської війни — на кіностудії в місті Ташкенті, секретар Спілки письменників Узбецької РСР.
3 лютого 1945 — 8 липня 1959 року — уповноважений Ради в справах релігійних культів при РМ СРСР по Українській РСР.
Друкувався від 1921 року. У катеринославській селянській газеті "Зірка" 17 жовтня 1923 видрукувано його статтю "Командуючий військами України та Криму тов. Фрунзе в Павлограді". В ній називає Фрунзе "червоним героєм і головою українського війська".
Писав про «революційні перетворення» на селі, про «трудовий ентузіазм народу» під час перших п'ятирічок, «інтернаціональну єдність і дружбу трудящих». Провідна тема — «викриття релігійного мракобісся» в дусі радянського атеїзму. Автор книжок оповідань, нарисів: «Зубата баба» (1927), повісті «Небояни» (1928), романів «Зелена фабрика» (кн. 1, 1930; кн. 2, 1934; усі — Харків), «Чапаєвці» (1937), «Промені життя» (1938), «Листи Паші Яблунівни» (1939), «На берегах двох рік» (1956), «Трифонове озеро» (1962), «Серце до серця» (1965), «У Тополиному» (1966; усі — Київ) та ін. Автор дослідження «Ленін у творчості народу України» (1939).
Помер 14 жовтня 1975 року в місті Києві.

## Нагороди
- орден Трудового Червоного Прапора
- медалі